# غلوكوناستورتيان
غلوكوناستورتيان (بالإنجليزية: Gluconasturtiin)‏ ويُعرف أيضًا باسم فينثيل غلوكوسينولات (بالإنجليزية: Phenethylglucosinolate)‏ هوَ أحدَ أكثر أنواع الغلوكوسينولات انتشارًا في الخضراوات الصليبية، خاصةً في الجذور، وقد يُعتبر أيضًا أحد المركباتِ النباتية المسؤولة عن الخصائصِ الطبيعية المُثبطة للآفات في الخضروات الصليبية النامية مثل الملفوف والخردل بالإضافة لغيرها من المحاصيل، وعلى الأرجح، يمتلكُ الغلوكوناستورتيان هذا التأثير بسبب تحلله بواسطةِ الإنزيم النباتي ميروزيناز، حيثُ يتحللُ إلى فينثيل إيزوثيوسيانات والذي يُعتبر مركبًا سامًا للعديد من الكائناتِ الحية.
سُميَّ الغلوكوناستورتيان نتيجةً لظهوره في جرجير الماء (الاسم العلمي: Nasturtium officinale)، كما يُوجد مع السنغرين في فجل الخيل الريفي (الاسم العلمي: Armoracia rusticana)، وتظهر هذه المركبات بطعمٍ حِريفٍ لَاذِع.
وجدت دراسةٌ واحدة على جذور فجل الخيل الريفي، أنَّ تركيز السنغرين حوالي 83%، أما تركيز الغلوكوناستورتيان فحوالي 11% من الغلوكوسينولات المُستخلصة.